# يوم المول

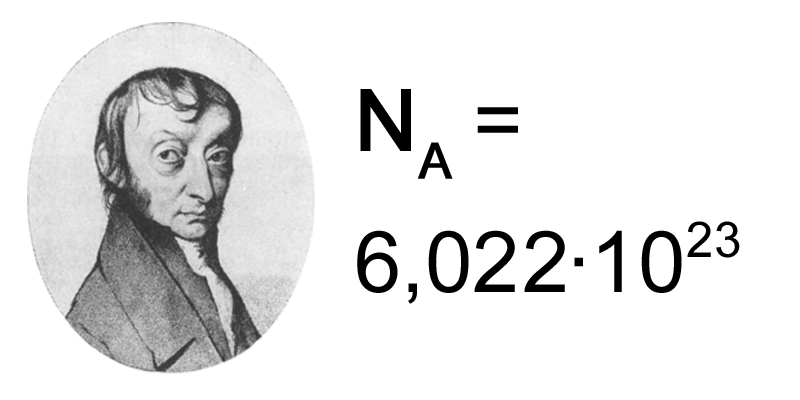

يوم المول أو عيد المول هو عيد يتم الاحتفال به من قبل الكيميائيين وطلاب الكيمياء وهواة الكيمياء بثابت أفوجادرو، الذي أسسه العالم الإيطالي أميديو أفوجادرو، وهو احتفال غير رسمى يحتفل به في 23 أكتوبر من كل عام من الساعة 6:02 صباحا وحتى الساعة 6:02 مساء، حيث يتشابه الوقت والتاريخ مع عدد أفوجادرو، والذي يبلغ تقريبا 6.02×1023، وهو عدد جزيئات أي نوع من المادة (ذرة، أيون، جزيء) في مول واحد من المادة.

## نظرة عامة
نشأ يوم المول في مقال في The Science Teacher في أوائل الثمانينات، فقام موريس أوهلر مستوحاة من هذا المقال بتأسيس المؤسسة الوطنية ليوم المول (NMDF) في 15 مايو 1991.
تحتفل العديد من المدارس الثانوية في الولايات المتحدة وجنوب إفريقيا وأستراليا وكندا بيوم المول كوسيلة لجذب طلابها إلى الكيمياء، مع القيام بالعديد من الأنشطة المرتبطة بالكيمياء.
ترعى الجمعية الكيميائية الأمريكية أسبوع الكيمياء الوطني الذي يحدث من الأحد إلى السبت، ويكون 23 أكتوبر أحد أيام هذا الاسبوع، مما يجعل يوم المول جزءًا لا يتجزأ من أسبوع الكيمياء الوطني.